# Seille
Seille (franskt uttal: [sɛj]; tyska: Selle) är en flod i nordöstra Frankrike. Det är en högerbiflod till Mosel. Floden är även känd som Seille lorraine eller Grande Seille ("stora Seille"), för att skilja den från en annan Seille, en liten biflod till Saône.
Den har sitt ursprung nära Azoudange, i departementet Mosel. När den lämnar sjön Lindre, går den runt staden Dieuze och korsar Vic-sur-Seille och Nomeny, innan den rinner ut i Mosel vid Metz. Den är 138 km lång och har ett avrinningsområde på 1348 km².